# Shigeharu Ueki
Shigeharu Ueki (jap. 植木 繁晴 Ueki Shigeharu; ur. 13 września 1954, zm. 11 kwietnia 2024) – japoński piłkarz, reprezentant kraju.

## Kariera klubowa
Od 1977 do 1988 roku występował w klubie Fujita Industries.

## Kariera reprezentacyjna
W reprezentacji Japonii zadebiutował w 1979.

## Statystyki
| Reprezentacja Japonii | Reprezentacja Japonii | Reprezentacja Japonii |
| Rok                   | Mecze                 | Gole                  |
| --------------------- | --------------------- | --------------------- |
| 1979                  | 1                     | 0                     |
| Razem                 | 1                     | 0                     |